# كلوفر
«كلوفر» هو تطبيق للهاتف المحمول للمواعدة يتم عن طريق الملف الخاص على موقع التواصل الاجتماعى (فيس بوك) أو عن طريق البريد الالكترونى لانشاء ملف تعريق جديد الخاص بالتطبيق (كلوفر) . وهو متاح لمستخدمى آى فون وآى باد وآى بود و مستخدمى الأندرويد ايضاً. يتاح لمستخدمين تشغيل موقعهم الخاص أو ايقاف تشغيل الخاصية، ويتاح أيضا تصفح ملفات المستخدمون دون معرفتهم ويمكن أيضاً تفاعل المستخدمين مع بعضهم عن طريق الإعجاب وإرسال رسائل نصية والوسائط المتعددة والهدايا الإلكترونية. ويتم طلب المواعدة عن طريق استخدام خاصية (عند الطلب) أو عن طريق إنشاء مجموعات دردشة أو استخدام خاصية (الاختلاط). و يتاح أيضاً للمستخدمين إظهار عدم إعجابهم للمستخدمين الآخرين مما يترتب عليه إزالتهم من نتائج البحث المستقبلية. آخيراً؛ يتاح للمستخدمون استبعاد المستخدمين الذين لا تتوافق أعمارهم وجنسهم وموقعهم مع المستخدم عن طريق الاعدادات الخصوصية الخاصة بالمستخدم.